# 카롤리네 빈베리
카롤리네 빈베리(Caroline Winberg, 1985년 3월 27일 ~ )는 스웨덴의 모델, 배우이다.